# 権現山 (山梨県)
権現山（ごんげんやま）は、 山梨県上野原市と大月市の境にある。標高1,312m。山梨百名山、北都留三山でもある。

## 山頂
日帰りで、富士山、また東京・埼玉方面のビル群の展望を楽しめる。